# NGC 1437A
NGC 1437A (другие обозначения — ESO 358-54, MCG -6-9-24, FCC 285, PGC 13655) — спиральная галактика с перемычкой (SBd) в созвездии Эридан.
Этот объект не входит в число перечисленных в оригинальной редакции «Нового общего каталога» и был добавлен позднее.